# Canicule
Pour les articles homonymes, voir Canicule (homonymie).
« Vague de chaleur » redirige ici. Pour les autres significations, voir Vague de chaleur (homonymie).

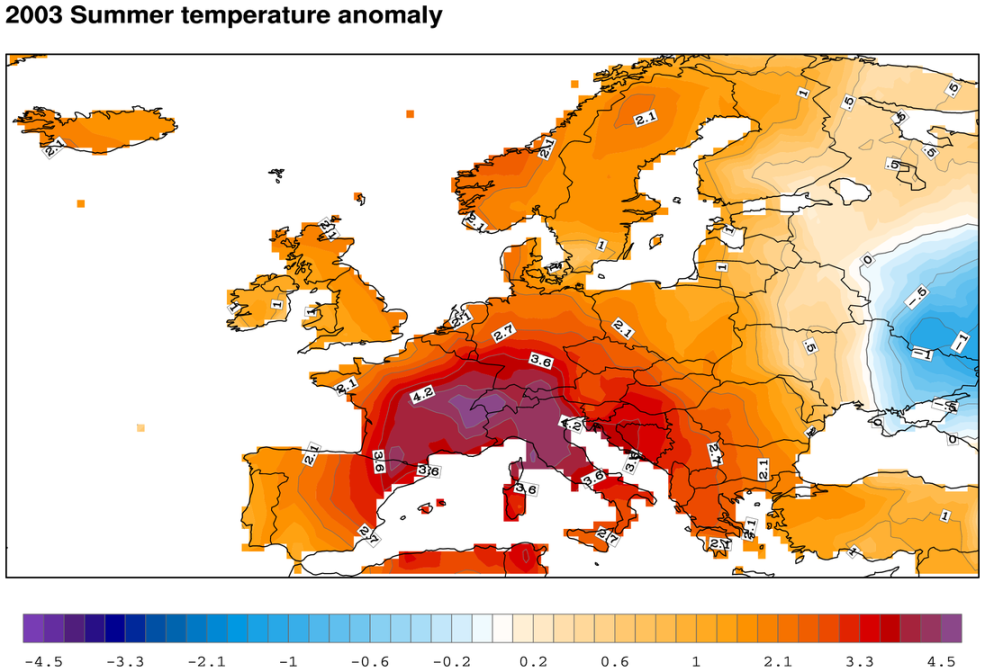
Carte des anomalies de température par rapport à la normale (moyenne 1971–2000) lors de l'été 2003 en Europe.

Une canicule ou vague de chaleur est un phénomène météorologique de températures de l'air anormalement élevées, diurnes et nocturnes, se prolongeant de quelques jours à quelques semaines, dans une zone relativement étendue,. Elle survient avec un réchauffement très important de l'air, ou avec une invasion d'air très chaud (exemple en Europe : le sirocco en provenance du Sahara), qui provoque notamment une baisse significative de l'amplitude thermique entre le jour et la nuit, la chaleur s'accumulant plus vite qu'elle ne s'évacue par convection ou rayonnement.
En standard, une vague de chaleur est qualifiée de canicule si elle égale ou dépasse certains seuils en intensité et en durée (par exemple au moins 72 heures, soit 3 jours, de suite). Elle peut être accompagnée d'un niveau d'humidité élevé, ce qui accroît la sensation de chaleur. Elle favorise aussi la pollution de l'air en augmentant le taux de particules en suspension, le risque d'incendie de forêt et la présence d'ozone troposphérique et d'oxydes d'azote, sources de pollution photochimique secondaire, éventuellement exacerbée en ville à cause des îlots de chaleur urbains.

Animation montrant sur la carte du monde que depuis le début du XXe siècle les canicules sont de plus en plus fréquentes et plus intenses.

Cent seize scientifiques ont conclu, dans une étude publiée par l'Union américaine de géophysique, que la canicule de 2016 (la plus chaude jamais enregistrée jusqu'alors) a « uniquement été rendue possible par un important réchauffement anthropique » [= résultant de l'intervention humaine] « à l'échelle d'un siècle ».
Les vagues de chaleur sont l'un des marqueurs les plus visibles du réchauffement climatique. En France au début des années 2020, elles sont devenues cinq fois plus fréquentes qu'avant 1989, et leur précocité, leur intensité et leur durée tendent à s'aggraver. Le ministère de l'Écologie invite à se préparer à une augmentation de 4 °C (en moyenne) en 2100, et le scénario pessimiste de Météo-France prévoit qu'elles seront cinq fois plus longues que celle de 2003[Passage à internationaliser].

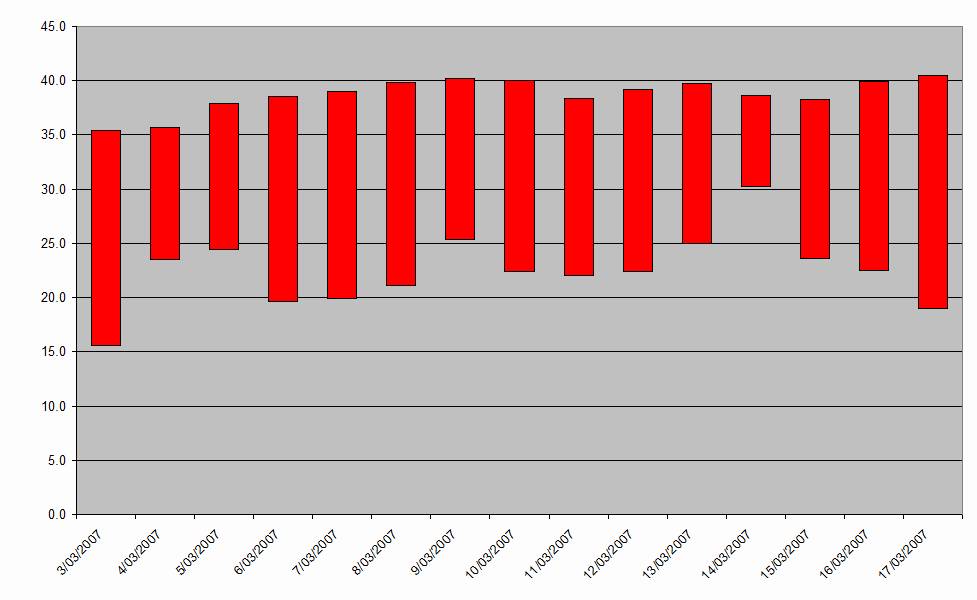
Maxima et minima quotients durant la vague de chaleur qui a touché Adélaïde en 2008, atteignant les à l'ombre le jour. Une canicule avec surmortalité avait déjà touché le pays quatre ans auparavant.

## Étymologie
Le substantif féminin,,,, « canicule » (prononcé : [kanikyl]) est un emprunt,, au latin canicula,,, substantif féminin, diminutif de canis (« chien ») signifiant proprement « petite chienne »,. Ce terme est employé depuis le romain Varron, en traduisant le grec ancien κύων / kúôn, « chien », désignant la même étoile, Sirius ou le chien d'Orion, pour nommer Canicula l'étoile particulièrement brillante de cette constellation du Grand Chien. Déjà en Égypte antique, la déesse Sopdet, personnification de l'étoile Sirius, était accompagnée d'une chienne. Souvent Sirius était simplement représentée par cet animal. Le lever héliaque de Sirius, période où l'étoile Sirius se lève en même temps que le Soleil et est donc visible à l'aube, marquait le nouvel an égyptien et le début de la crue du Nil vers le 19 juillet, à la période la plus chaude de l'année. Au niveau du 45e parallèle de l'hémisphère nord, en Europe donc, et lors de la période du 24 juillet au 24 août, cette étoile très lumineuse se lève en même temps que le Soleil : ce constat avait laissé penser aux anciens qu'il existait un lien entre l'apparition de cette étoile et les grandes chaleurs météorologiques. Ainsi Pline l'Ancien écrivait : « Quant à la Canicule, qui ignore que, se levant, elle allume l'ardeur du soleil ? Les effets de cet astre sont les plus puissants sur la terre : les mers bouillonnent (XVIII, 68) à son lever, les vins fermentent dans les celliers, les eaux stagnantes s'agitent. »

## Éléments de définition
En tant qu'« accident météorologique », les canicules résultent d'un blocage au sens météorologique du terme de la circulation atmosphérique d'altitude. Les météorologistes distinguent le blocage de type anticyclone de blocage et le « bloc Oméga ». Dans les deux cas un anticyclone stationnaire coupé du flux zonal d'ouest par une puissante advection d'air très chaud et très sec remontant du Sahara et du Maghreb est en cause. De telles conditions, si elles se produisent en plein été seront favorables à une canicule (et éventuellement à une sécheresse et alors des risques de feux).
La définition de la canicule est relative au climat de la région considérée (en Afrique ou en Scandinavie elle s'évaluera selon des critères différents), ce qui a empêché la création d'une définition universelle très précise : l'OMM la définit comme « réchauffement important de l’air, ou invasion d’air très chaud sur un vaste territoire » ; durant généralement « de quelques jours à quelques semaines ». Lors des grandes canicules, la colonne atmosphérique est réchauffée jusqu'au sommet de la tropopause alors que la pollution reste plutôt confinée dans les basses couches de la troposphère. En 2003 un excès important d'ozone était cependant mesuré jusqu'à 6 km d'altitude en France.
La température de l'air n'est pas le seul critère, car modulé par l’hygrométrie et le déplacement d'air pour donner la température ressentie (de jour et de nuit), de l'indice de chaleur, de l'indice humidex ou de l'indice de température au thermomètre-globe mouillé peut aider dans cette détermination.
Un indice universel a été mis au point dans les années 2010, prenant en compte à la fois la durée et l'amplitude des vagues de chaleur, qui a par exemple montré que la vague de chaleur de 1972 en Finlande a eu une étendue et une ampleur spatiales comparables à celle de 2003 en Europe (mais moins médiatisée car ayant touché des zones moins habitées).
Dans certaines régions sahariennes par exemple, de fortes chaleurs, associées à des anticyclones persistants, peuvent durer de longues semaines, voire des mois.

### Belgique
En Belgique, on parle de vague de chaleur climatique lorsque la température maximale du jour est égale ou supérieure à 25,0 °C pendant au moins cinq jours consécutifs, dont trois jours supérieurs à 30,0 °C. Elle prend fin la première journée où la température maximale passe sous les 25,0 °C.

### Canada
Le Service météorologique du Canada considère qu'il y a canicule lorsqu'il fait 30 °C ou plus pendant au moins trois jours de suite et que la température diminue peu pendant la nuit. Cependant, le mot canicule n'est  pas utilisé dans ses alertes météorologiques. Le Service émet plutôt un Avertissement de chaleur qui a une définition spécifique adaptée à chaque province du Canada.

### France

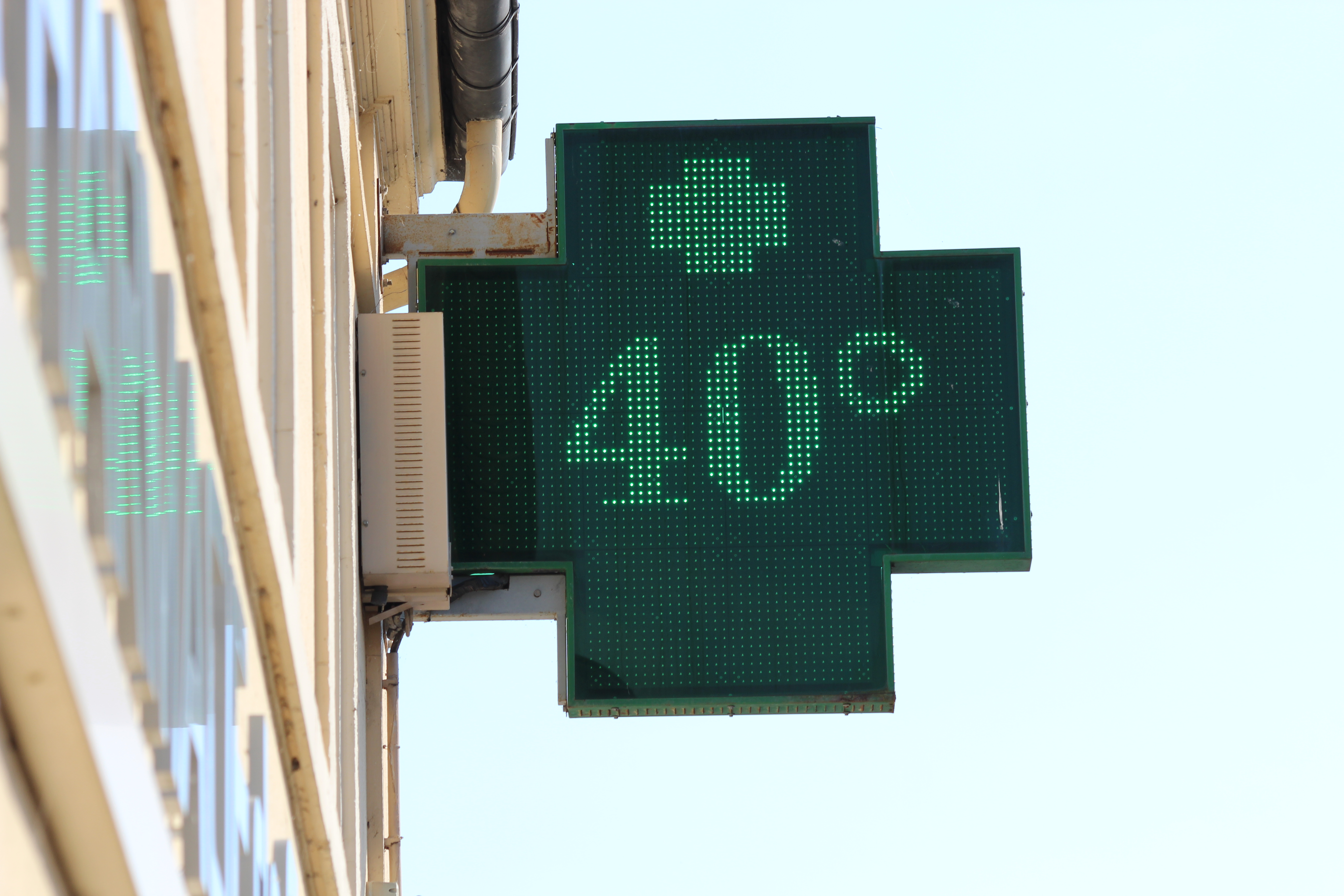
Enseigne de pharmacie affichant le 1 juillet 2015 à Saint-Rémy-lès-Chevreuse.

Chaque région ayant ses caractéristiques propres, la définition de canicule n'est pas la même du Nord au Sud ni de l'Est à l'Ouest. Par exemple, pour la France métropolitaine :
- à Paris, la chaleur est dite caniculaire s'il fait au moins 31 °C le jour et 21 °C la nuit[21] ;
- à Marseille, la chaleur est dite caniculaire s'il fait au moins 36 °C le jour et 24 °C la nuit[21] ;
- à Brest, une chaleur est dite caniculaire s'il fait au moins 30 °C le jour et 18 °C la nuit ;
- à Lille, la chaleur est dite caniculaire s'il fait au moins 32 °C le jour et 15 °C la nuit ;
- à Toulouse, la chaleur est dite caniculaire s'il fait au moins 36 °C le jour et 21 °C la nuit[22].

Ces seuils sont réévalués presque annuellement par Météo-France en partenariat avec l'Institut de veille sanitaire (InVS). En 2019 en France, pour la première fois depuis que la météo existe, le seuil de 45 °C a été franchi lors de la canicule de fin juin-début juillet 2019 ; le record absolu a été enregistré à Vérargues dans l'Hérault avec 46 °C.

### Suisse
En Suisse, on parle de canicule quand les températures ne descendent pas en dessous de 30 à 35 °C (selon les régions) en journée et de 20 à 25 °C (selon les régions) pendant la nuit. Cependant, l'avis de canicule n'est émis qu'en fonction de la température quotidienne moyenne, calculée comme la moyenne des températures mesurées entre minuit et minuit (jour civil). Un avis de degré 2 est ainsi émis si la température moyenne dépasse 25 °C pendant un ou deux jours. L'avis est de degré 3 si elle dépasse 25 °C pendant trois jours au minimum. Il est de degré 4 si elle dépasse 27 °C pendant au moins trois jours.

## Histoire

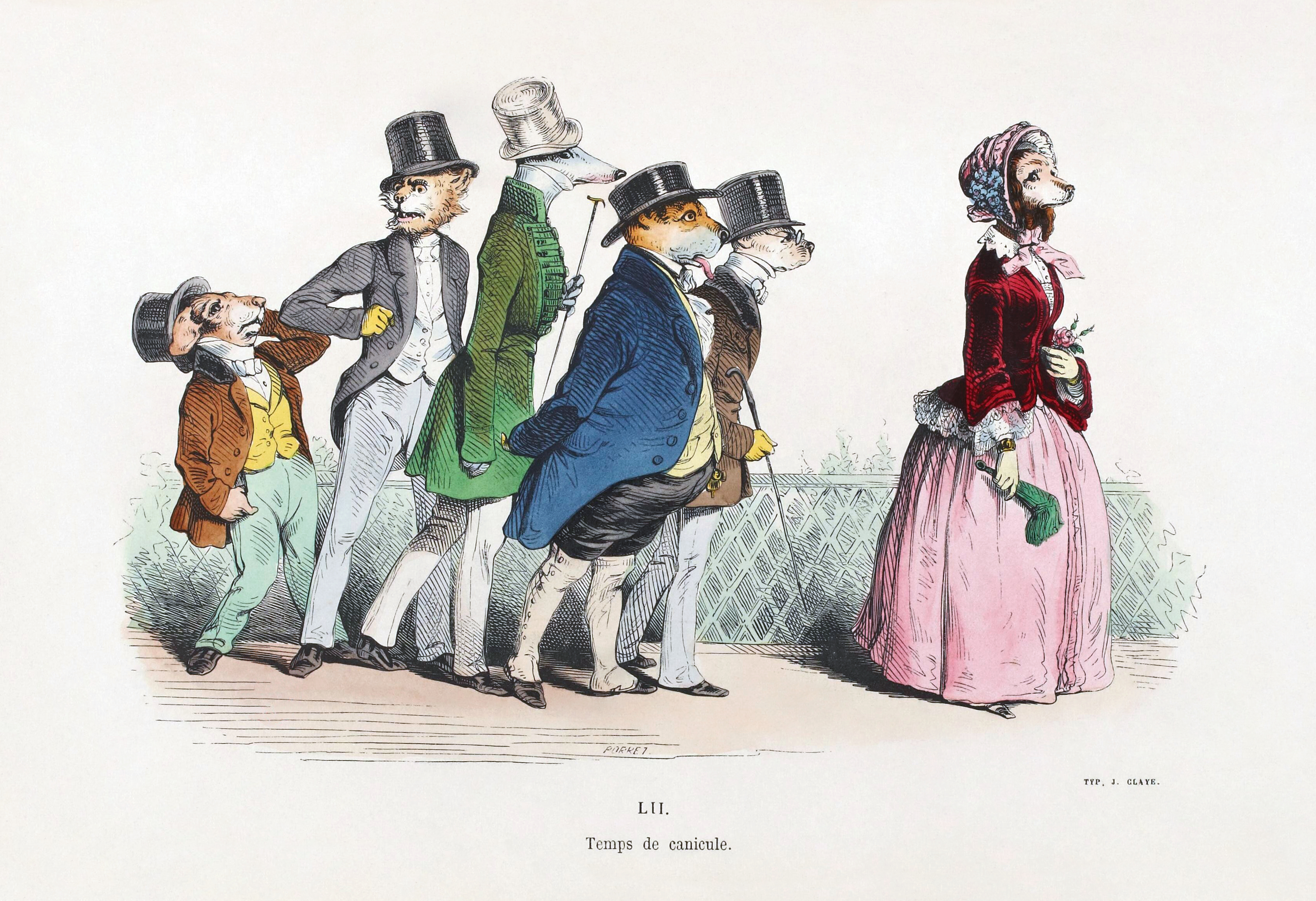
Temps de canicule, une lithographie de Grandville issue de l'ouvrage Les métamorphoses du jour. 1829.

Il y a trois millénaires, Sirius se levait avec le Soleil (lever héliaque de Sirius) au début de juillet. En Égypte antique, ce phénomène marquait le début de la saison de la crue du Nil et permettait de fixer le calendrier annuel. Dans la Rome antique, le début de la Canicule était célébré par la fête de Neptunalia (le 23 juillet). La Canicule s'achevait par la fête de Volcanalia, le 23 août. Il arrive que des étés caniculaires aient lieu plusieurs années de suite. Certains épisodes remarqués correspondent à trois années consécutives 1383-1385, ou quatre comme en 1331-1334 et 1778-1781, ou sept comme en 1757-1763 et même vingt comme en 1718-1737[réf. nécessaire].

## Conséquences

### Conséquences sur la santé
Dans de nombreux pays, notamment en voie de développement, les canicules ont des effets collatéraux négatifs pour la santé (maladies, famines et nombreux morts). Elles peuvent en effet :
- exacerber les effets d'une pénurie d'eau potable et dégrader la qualité de l'eau ;
- limiter ou détruire l'agriculture vivrière, ce qui conduit à la sous-alimentation d'un nombre accru de personnes ;
- être liées à un ensoleillement intense et à une période plus sèche, et dégrader la qualité de l'air en dispersant les particules dans l'air et en exacerbant la pollution photochimique. Cette dernière est encore favorisée par une pollution par l'ozone et les particules fines, via le phénomène de smog. Or, l'aridification fréquemment causée par les canicules est propice aux envols de poussières et aux incendies de forêt, de brousse, de champs et de décharges voire urbains, autres sources de polluants de l'air (le Grand incendie de Londres en 1666, qui a ravagé la ville en quelques jours, a été favorisé par la sécheresse des matériaux inflammables et le manque d'eau disponible pour arrêter les flammes) ;
- nuire à la bonne régulation de la température corporelle humaine (qui se refroidit par l'évaporation de la sueur), particulièrement lorsque la chaleur importante est combinée à une forte humidité ambiante. Elle nuit aussi à la qualité du sommeil (notamment en cas de nuits dites « tropicales »). En effet, une humidité relative élevée limite l'évaporation de la sueur jusqu'à la rendre presque impossible au-dessus de 90 % d'humidité. La sueur colle alors à la peau et la température ressentie est plus importante encore que la température réelle, raison pour laquelle il est plus facile de supporter 40 °C avec 24 % d'humidité que 30 °C avec 79 % d'humidité.

#### Géographie des effets sanitaires de la canicule
- Les zones littorales sont moins touchées (sauf sur le littoral méditerranéen en France).
- De manière générale, les îlots de chaleur urbains et la pollution de l'air qui leur est généralement liée exacerbent les effets locaux d'une canicule.
- Les villes sont globalement plus touchées, à proportion de leur taille, phénomène remarqué pour la première fois à la fin du XVIIIe siècle, selon W.B Meyer[26]. Ainsi « En 1987, Athènes a enregistré une surmortalité de 96,5 %, mais celle-ci n'a pas dépassé une moyenne de 32,5 % dans les autres villes de plus de 10 000 habitants, pour tomber à 26,8 % dans les plus petites villes et dans les campagnes[27] (...) En 1980, le nombre des morts en excès a surpassé la normale de 57 % à Saint-Louis et de 64 % à Kansas City, mais d'à peine 10 % dans le reste du Missouri, essentiellement rural[28]. De même, alors que la vague de chaleur de l'été 1995 a entraîné une surmortalité de 11,2 % sur l'ensemble de l'Angleterre et du Pays de Galles, le taux a atteint 23,0 % dans le Grand Londres[29]. »

#### Personnes particulièrement vulnérables aux canicules
- De manière générale les bébés et les personnes âgées sont plus sensibles à la déshydratation.
- Dans les villes, les femmes âgées seules et isolées et les communautés pauvres sont les plus touchées par la surmortalité. Lors d'une canicule d'une semaine survenue à Chicago (29 juillet – 6 août 1999), les personnes seules (qui sont souvent aussi pauvres et vivant dans un habitat précaire) ont vu leur risque de décès multiplié par plus de huit[30] ;
- Les malades mentaux ont environ 30 % et dans certains contextes jusqu'à 200 % de risque supplémentaire de décès lors d'une vague de chaleur[31], en partie à cause des médicaments, mais aussi (puisque cette vulnérabilité était déjà démontrée vers 1950, avant la généralisation des psychotropes) pour d'autres raisons : ces personnes ont aussi fréquemment moins conscience du danger ou y répondent par des comportements inappropriés. Ainsi dans le Wisconsin en 1995[32], puis à Chicago en 1999[33], près de 50% des moins de 65 ans déclarés morts des suites de la canicule souffraient de troubles mentaux (dépression compris).
- la prise de cocaïne en période de canicule semble aussi aggraver le risque de décès par overdose : + 33 % quand la température dépasse 31,1 °C, effet non constaté pour les opiacés[34].
- l'alcoolisme est aussi un facteur de risque ; il aurait par exemple multiplié le risque par quinze au Missouri en 1995 (notamment parce qu'il perturbe l'hormone antidiurétique ce qui aggrave le risque de déshydratation et parce qu'il induit des réponses inappropriées à la chaleur), mais une étude n'a pas montré de lien entre quantité d'alcool ingérée et incidence des coups de chaleur[35] ce qui plaide pour un rôle à élargir au statut social plus vulnérable associé à la prise excessive d'alcool.

#### Suicides
Dans certains contextes (grandes villes et capitales notamment), les températures très supérieures à la température attendue (généralement associées à des pics de pollution de l'air), affectent négativement la santé mentale. On a montré au Japon que le nombre de blessures volontaires augmente ces jours là ; et que dans les grandes villes américaines et du Mexique le taux de suicide augmente quand il fait très chaud. Une étude publiée en 2022, basée sur les suicides survenus à Bruxelles du 1er janvier 2002 au 31 décembre 2011 confirme ce fait pour l'Europe : « le risque cumulé de mortalité par suicide était presque deux fois plus élevé » dans la capitale belge (climat tempéré) dans les 0 à 6 jours suivant une chaleur modérée et extrême (par rapport à la température médiane de la période). Les auteurs notent qu'aucune association statistiquement significative n'a été constatée pour les jours où les températures étaient au contraire anormalement froides. C'est une donnée à prendre en compte dans les stratégies d'adaptation au changement climatique, soulignent les auteurs de l'étude.

#### Surmortalité
L'été caniculaire de 2003 a surtout eu des effets urbains, entraînant une surmortalité de 15 000 personnes en France, soit un accroissement de la mortalité de plus de 30 % (la mortalité moyenne en France étant de 1 400 décès par jour). L'impréparation du pays et la désorganisation du mois d'août ont transformé cet événement climatique exceptionnel en catastrophe sanitaire majeure.  La canicule de 2003 en France a montré  comment les conséquences d'une vague de chaleur résultent de l'imbrication de causes naturelles et de facteurs sociopolitiques. Alors que les conséquences sanitaires d'une vague de chaleur étaient connues et décrites dans la littérature scientifique avant 2003, peu de mesures préventives étaient prévues, et l'impact des épisodes précédents sur la mortalité (par exemple 1976) était passé inaperçu. Jusqu'en 2003, les vagues de chaleur constituaient un risque sanitaire faisant l'objet d'une atténuation sociale dans le contexte français, ce qui explique en partie le nombre élevé de victimes . Au total, on estime en 2003 à 70 000 le nombre de décès supplémentaires dus à cet événement en Europe.
Il existe des causes iatrogènes (induites par la prise de certains médicaments, tels que les neuroleptiques qui inhibent la fonction thermorégulatrice ou les anticholinergique dont plusieurs antiparkinsoniens et divers anxiolytiques majeurs tels que l'atropine, la belladone, les antidépresseurs tricycliques et les antihistaminiques). Les patients prenant ces médicaments voient leur risque de mourir tripler, d'un coup de chaleur ou de leur pathologie déstabilisée par la chaleur,.
À cause du réchauffement climatique, les prospectivistes et les récents rapports du GIEC considèrent que le phénomène risque d'empirer. En France, la surmortalité causé par les vagues de chaleur est entièrement compensée par la sous-mortalité lors des vagues de froid, même avec le pire scénario climatique possible.

### Conséquences sur l'environnement

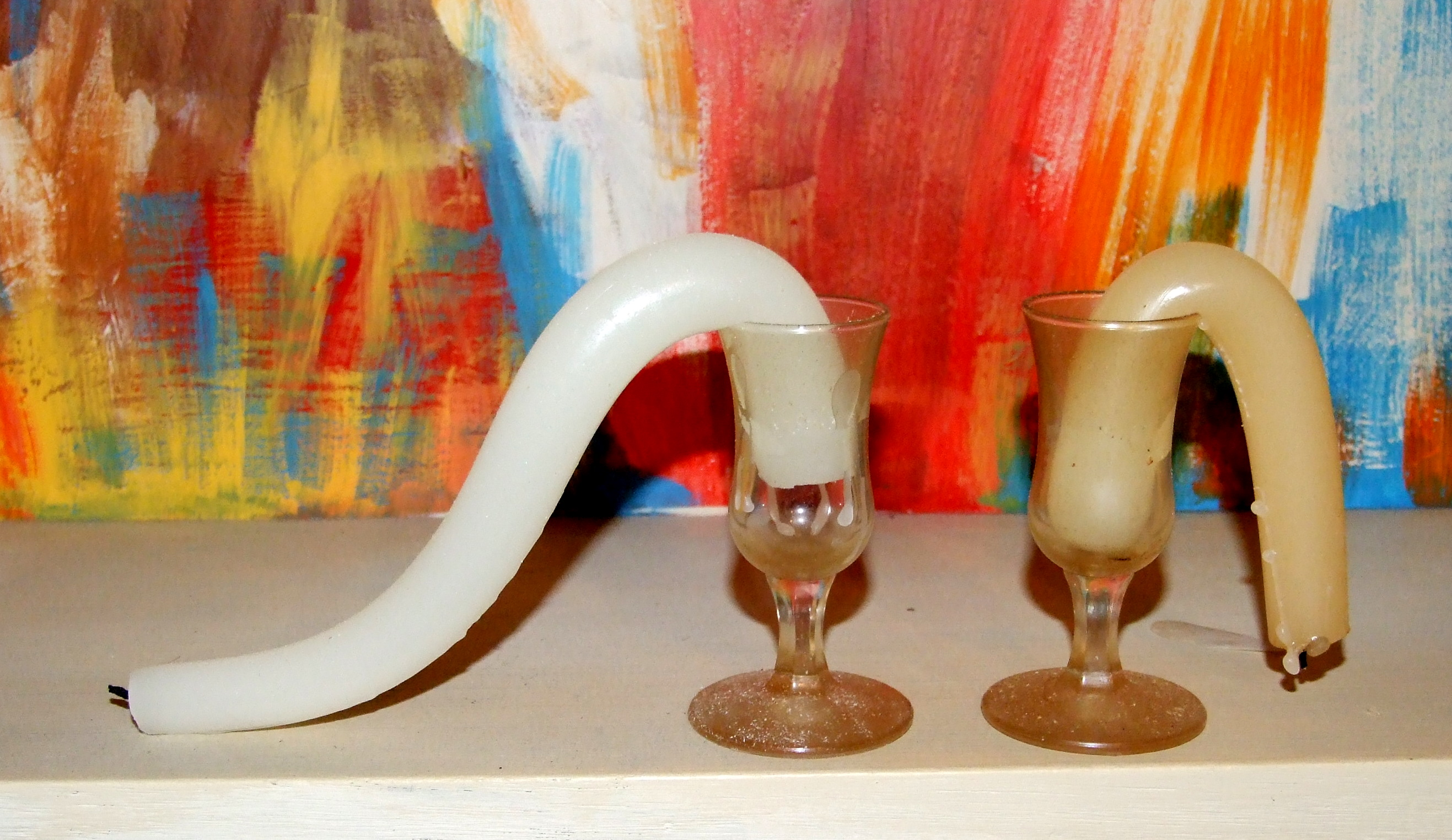
Bougies s'affaissant sous l'effet d'une canicule record : 46,4 °C à Melbourne le 7 février 2009.

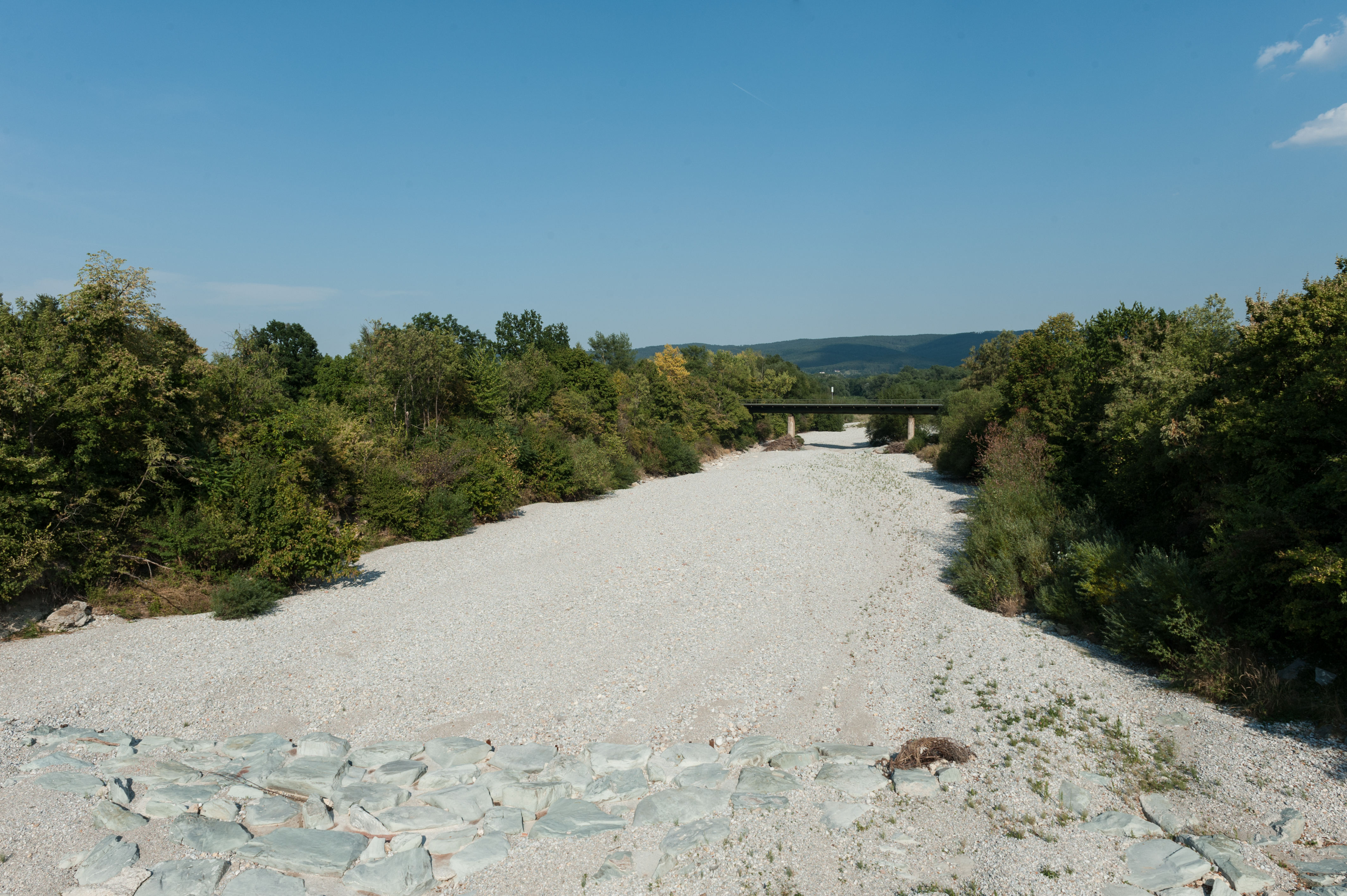
Rivière Schwarza (Allemagne) privée d'eau lors de la canicule de 2015.

Les situations caniculaires, anticycloniques avec fort ensoleillement et irradiation UV associée sont sources de pollution photochimique qui affecte aussi les animaux et les écosystèmes. Un vent horizontal faible, voire inexistant, et une stabilité de l'air exceptionnelle limitent les échanges verticaux avec l'extérieur et la dispersion des polluants. Des polluants tel que l'ozone et les NOx augmentent et stagnent alors, ainsi que les particules et les composés chimiques secondaires, ensemble responsables de pics de pollution.
Les sécheresses qui accompagnent souvent la canicule peuvent être catastrophiques car l'air présent en altitude y reste longtemps chaud et sec et elles favorisent les incendies de forêt, de brousse et même urbains. Les feux de biomasse aggravent considérablement la pollution de l'air ainsi durant plusieurs jours parfois que les grands feux d'artifice. Le stress thermique et hydrique tue de nombreuses plantes et affaiblit les arbres.
La ressource en eau est souvent déjà au plus bas, et encore sur-sollicitée par l'agriculture, l'arrosage, des besoins d'eau de refroidissement industriel (pour les centrales nucléaires notamment, qui ont durant cette période plus de difficulté à refroidir leur réacteurs ou certaines piscines de stockage) ou pour les besoins vitaux. Les polluants se concentrent alors dans les eaux de surface et de nappes superficielles dont la qualité se dégrade. Les eaux plus chaudes et plus stagnantes, où les poissons meurent, sont favorables aux pullulation rapides de microbes pathogènes (et de moustiques vecteurs de maladie) à certains blooms algaux et à la production de méthane. Divers cours d'eau et zones humides peuvent s'assécher, privant la faune d'eau. Les pluies d'orages, qui marquent souvent la fin d'une canicule, tombent sur une terre déshydratée qui les absorbe mal et est rendue plus vulnérable à la régression et dégradation des sols. Matières organiques, et le cas échéants engrais et résidus de pesticides sont alors facilement emportés dans les cours d'eau et vers la mer.

### Conséquences sur les animaux domestiques
Pour le chien, une respiration accélérée (qui halète), le poil humide, la langue qui pend ou même des vomissement pour certains sont des signes qu'il y a une trop forte exposition à la chaleur. Pour réguler sa température corporelle, le chien utilise principalement sa langue afin d'évacuer la chaleur tout en inspirant de l'air frais, mais aussi les coussinets où se trouvent ses glandes sudoripares, mais cependant, cette surface des coussinets est trop petite pour être suffisante en cas de forte chaleur, et la truffe qui est aussi une zone dénuée de fourrure. Il est recommandé de le placer dans la pièce la plus fraîche de l'habitation, avec de l'eau, et de le promener le matin avant 9 h, et le soir après 18 h. En période de forte chaleur, le bitume devient très chaud et le chien risque de se brûler les coussinets. Il faut également limiter les efforts du chien et éviter les transports en voiture et ne jamais le laisser seul dans l'habitacle de la voiture. Le chat tolère mieux la chaleur que le chien, et se rafraîchit instinctivement. Toutefois le chat doit disposer d'un coin d'ombre et d'eau à proximité s'il se trouve à l'extérieur,,.

### Conséquences énergétiques et économiques

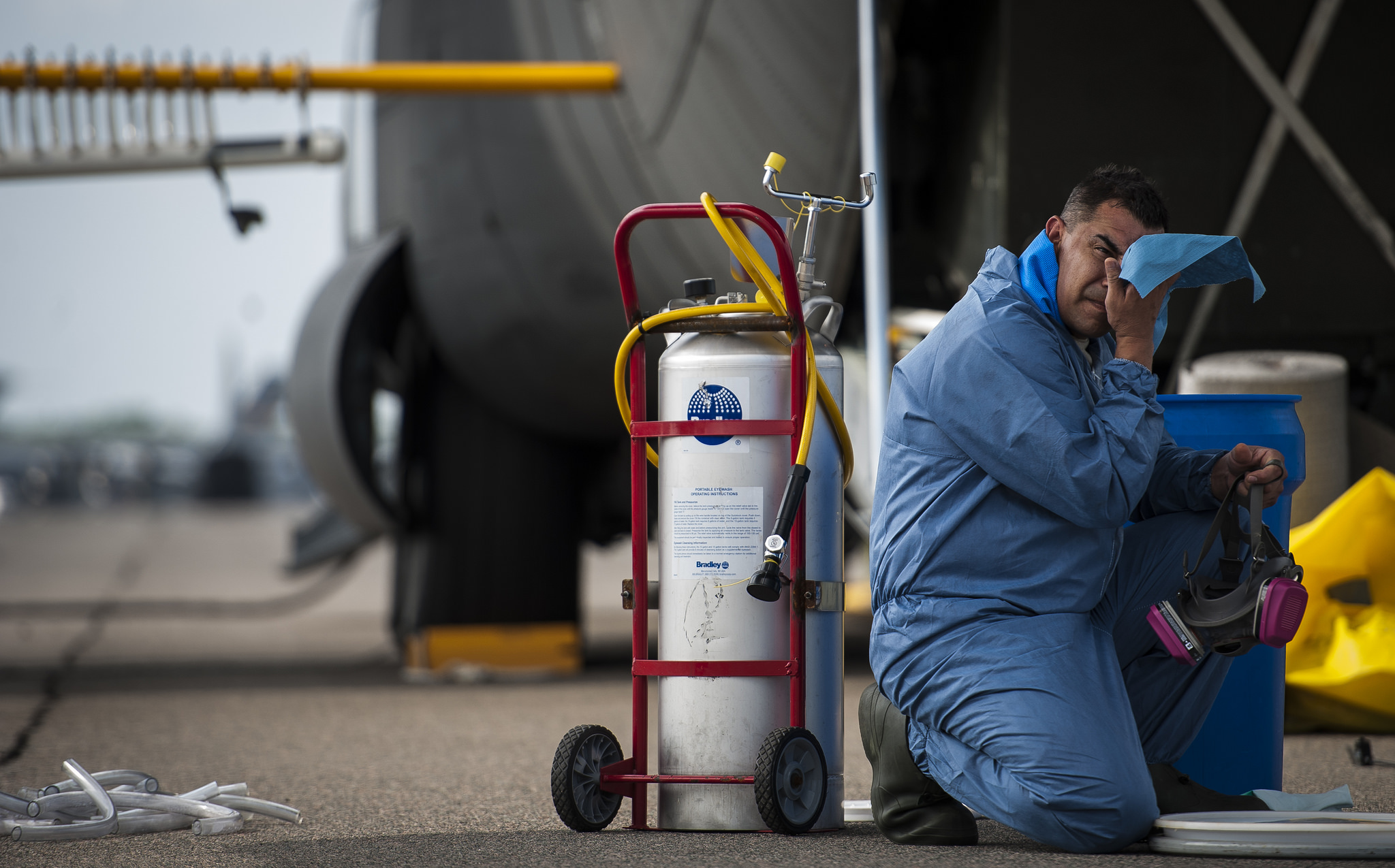
En période de canicule, cet aviateur travaillant à la pulvérisation de pesticides contre les moustiques à partir d'une base militaire américaine a du mal à supporter son masque et sa tenue de protection.

La canicule induit dans les pays riches une surconsommation électrique aux heures de pointe et parfois la nuit en raison de l'usage croissant et intensif des climatiseurs. Ceci déséquilibre l'offre et la demande en énergie, au moment où la production hydro-électrique et nucléaire estivales sont faibles ; quand les centrales nucléaires situées en bordure de fleuve ont des difficultés à se refroidir, et posent des problèmes de réchauffement des cours d'eau.
Après trois jours de forte chaleur, les températures nocturnes montent. La masse thermique des bâtiments augmente alors aussi, de même que la température de l'air urbain (qui est en outre aussi réchauffé par les climatiseurs). Ces derniers fonctionnent plus longtemps et consomment plus d'électricité. Ceci perturbe les schémas d'approvisionnements en électricité. Un tel appel d'électricité a lors de la canicule de 2006 touché l'Amérique du Nord, surchargé le réseau et ses transformateurs, privant ainsi des milliers de foyers et d'entreprises d'électricité (et de climatisation), en Californie principalement. À Los Angeles, des milliers de gens sont restés sans électricité cinq jours durant. Dans le sud-est australien en 2009, plus d'un demi-million de personnes n'avaient plus d'électricité (en pleine canicule).
La surmorbidité et la surmortalité induites par la chaleur ont aussi un coût humain et financier, pour le système de santé et la société.
Enfin, la productivité au travail diminue aussi avec la chaleur (démontré par une étude dans 43 pays) et la santé des salariés en pâtit. Les capacités des entreprises sont affectées par des supply chains limitée, les infrastructures énergétiques et de transport dégradées (par ex. fonte d'enrobé sur les routes et tarmacs, élongation des rails impliquant de faire ralentir les trains…), le manque d'eau, etc.). En France, l'État dédommage ensuite régulièrement les acteurs économiques, notamment pour une partie des préjudices subis en raison de températures trop élevées, en classifiant la situation comme « catastrophe naturelle ». À titre d'exemple la canicule de juin 2015 (bien moindre que celle de 2003), étendue sur 67 départements (placés en vigilance orange-canicule) a eu un coût évalué à plus de 10 milliards d' €.
Une exception correspond aux millésimes viticoles exceptionnels qui coïncident souvent avec une canicule, la vigne supportant bien les très fortes chaleurs grâce à son enracinement très profond.

## Prospective et modélisation

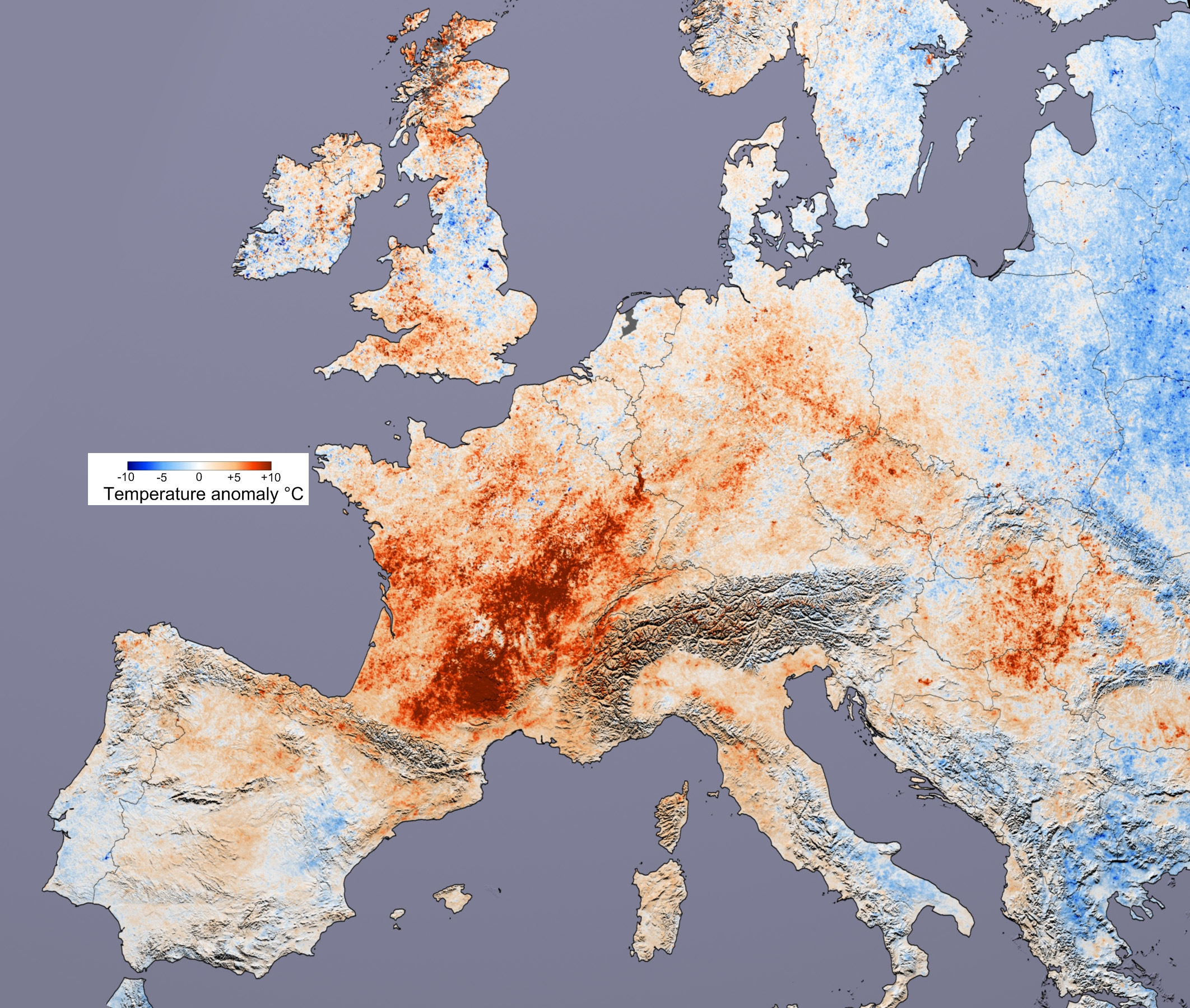
Écart de températures en Europe par rapport à la normale lors de la canicule de 2003.

On cherche à mieux modéliser, aux différentes échelles spatiotemporelles (continentales, régionales ou locales) la production et le déplacement des masses d'air chaud, des panaches de feux de biomasse, et la modification des régimes photochimiques. Ces modèles sont en outre à mettre à jour au vu de l'évolution du climat, des températures nocturne, de la destruction de la couche d'ozone, de diverses pollutions de l'air (Diesel, avion, navire en croissance…) et d'éventuels nouveaux polluants ou catalyseurs photochimiques introduits dans l'atmosphère. On espère des modélisations plus précise et rapides, dont pour « pouvoir appliquer des politiques de limitations des émissions anthropiques au bon moment et au bon endroit ».
Des études récentes ont montré que des vagues de chaleur estivales comme celles de 2003 ne pourraient avoir lieu sans avoir été préparées par des anomalies importants en termes de sécheresse des sols (sécheresse qui limite les possibilités d'évapotranspiration des paysages exposés au soleil),,,,. D'autres interactions entre les composantes climatiques régionales peuvent également influencer les températures des vagues de chaleur, dont les aérosols de poussière comme cela fut observé en 2006.
En France les modélisations de 2012 de Météo-France et Paris (scénario tendanciel, c'est-à-dire « moyennement pessimiste » concernant les émissions mondiales de gaz à effet de serre) confirment que le nombre et la gravité des canicules devraient augmenter d'ici 2100 (de 2 à 4 °C d'ici à la fin du siècle par rapport à la moyenne 1971-2006), surtout en juillet-août (3,5 à 5 °C de plus que la normale), avec environ 12 fois plus de jours de canicules dans l'année.
L'ozone est un polluant-clé notamment induit par les précurseurs de l'ozone abondants dans les émissions de moteurs, chaudières, incinérateurs et feux de biomasse. La production d'ozone peine encore être modélisée, mais les corrélations entre précurseurs de l'ozone urbain et périurbain et les conditions météorologiques font depuis 20 ans l'objet de nombreuses études,,. Pour des raisons encore mal comprises les modèles sous-estiment encore la présence d'ozone en altitude (mesurée par des avions de ligne équipés de capteurs, pour la base de données MOZAIC).
De nouvelles modélisations et projections régionales du climat faite pour la période 2021-2040 concluent à une probabilité accrue de vagues de chaleur (plus fréquentes et/ou géographiquement plus importantes en Europe que celle de 2010 en Russie), en raison d'une influence anthropique qui tend à encore augmenter,,,,,.
La situation pourrait ensuite encore nettement empirer, dont en France, avec des étés très chauds associés à de fortes vagues de chaleur et à des records de températures : dans les années 2070, une modélisation scientifique prévoit une méga-canicule aussi sévère que celle de 2003 (mais par rapport à son climat contemporain). Les fins de printemps très chauds et secs pourront amplifier le caractère extrême de canicules en raison du manque d'évapotranspiration. En 2100, l'augmentation des maxima de température estivale pourrait varier entre + 6 °C et près de 13 °C dans les cinq régions étudiées en France (par rapport aux maxima historiques). Ces projections (jusqu'à plus de 50 °C en France en été) sont « comparables aux estimations fournies par un grand nombre de modèles climatiques mondiaux » précisent les auteurs.
Dans le dôme de chaleur de la région Île-de-France, quartiers et arrondissements seront plus ou moins exposés, selon la largeur des rues, la hauteur, la couleur et le type de bâtiments présents, le couvert végétal, la proximité ou la présence d'eau ; les IIe, IIIe, VIIIe, IXe, Xe et XIe arrondissements se réchauffent le plus (comme en 2003 avec 4 à 7 °C de plus qu'en petite couronne, en fin de nuit, et avec différence de 2 à 4 °C selon les arrondissements parisiens). Un effet de « panache de chaleur » modifie aussi la géographie de la bulle chaude. Gagner quelques degrés pourrait améliorer la qualité de vie et épargner des vies (en 2003, quelques degrés de plus que la moyenne ont induit une surmortalité de 15 000 morts en France et près de 70 000 en Europe). Ces chiffres ont toutefois fait l'objet de nombreuses contestations. Selon l'OMS, ces chiffres répartis sur l'année n'ont pas été beaucoup plus élevés s'ils sont exprimés sur une année, sous le contrôle de la méthode de lissage, qui permet de comparer non plus un seul mois ou un seul été, mais un nombre de décès annuel.

## Préventions et gestion des effets

### Organisations nationales de la prévision canicule
Depuis la fin du XXe siècle, la prévision des canicules progresse, associée dans un nombre croissant de pays à des efforts de protection civile dédiés et à des alertes indiquant continuellement le niveau de vigilance (selon les secteurs géographiques), avec par exemple :
- en Belgique, l'avertissement fortes chaleurs et canicules, avec un code de 4 couleurs, porté par avec Météo-Belgique[77] ;
- au Canada, les alertes diffusées par les centres de prévision des différentes provinces[78] ;
- en France, les vigilances Météo-France[79] ;
- en Suisse, 5 niveaux de danger, mis à jour par l'office fédéral de l'environnement (OFEV)[80].

### Précautions, planification de réponses publiques
La canicule étant par définition exceptionnelle, les populations y sont mal préparées (contrairement aux chaleurs « habituelles »). Diverses autorités planifient des réponses sanitaires, et plus larges (ex. : en France, en complément du second plan national d'adaptation au changement climatique (PNACC-2), un plan national de gestion des vagues de chaleur (qui modifie les plans ORSEC départementaux) relatif aux transports, énergie, agriculture, éducation, sports…  a été publié le 8 juin 2023 , et mis à jour, en 2024, pour :
1. limiter les impacts sur la vie quotidienne des Français,
2. assurer la continuité des services publics essentiels,
3. assurer la continuité de la vie économique,
4. protéger les milieux et ressources naturels.

Deux risques sanitaires directs et principaux pour les personnes sont : la déshydratation, et le « coup de chaleur » (si, sous l'effet de l'environnement, la température corporelle s'élève au-delà de 40,5 °C, le fonctionnement des cellules est altéré). 
Cinq catégories de personnes y sont particulièrement exposées :
- les jeunes enfants, dépendants, qui - s'ils réclament spontanément à boire, en pleurant - ne savent parfois pas boire sans aide, ni de se protéger de la chaleur ;
- les personnes faisant des efforts physiques (par exemple, ouvriers (agricoles, du bâtiment...), sportifs et randonneurs[85],[86]) car le travail musculaire est source de thermogenèse ; les salariés bénéficient de précautions particulières, notamment pour ceux travaillant en extérieur[87], ou les participants à des manifestations sportives ou culturelles de grandes importances se déroulant en plein air lors de canicules[84] ;
- les personnes souffrant de troubles cardio-vasculaires : la transpiration ou l'hydratation excessive vont modifier la pression artérielle ;
- les personnes âgées : plus vulnérables, et souvent dépendantes, elles perdent la notion de soif et doivent donc boire avant d'en avoir envie. Ayant fréquemment une hypertension artérielle (HTA) ou une insuffisance cardiaque, elles prennent souvent des diurétiques et/ou un régime sans sel (qui peut conduire à une hyponatrémie, c'est-à-dire à une baisse du taux sanguin de sodium). Certains médecins considèrent que le risque de déshydratation et d'hyponatrémie prime sur le risque d'œdème (gonflement des membres et œdème pulmonaire), car l'œdème pulmonaire est facile à détecter et à traiter (dont par un médecin généraliste à domicile), alors que la déshydratation et l'hyponatrémie sont difficiles à détecter et plus mortelles. La suspension de régimes sans sel et de diurétiques ne fait cependant pas consensus, et doit dans tous les cas se faire en accord avec le médecin traitant, seul compétent en la matière ;
- les sans domicile fixe, ou personnes vivant « en habitat précaire (squats, bidonvilles, campements, aires d’accueil de gens du voyage) sont surexposées à la chaleur et aux risques sanitaires  d’autant qu’elles cumulent souvent des facteurs de risques aggravants : pathologies  cardiovasculaires ou respiratoires, prise de traitement pour des maladies notamment psychiatriques, âge, isolement, errance, consommation de substance psychoactives dont l’alcool, déficit cognitif, difficultés d’accès à l’aide alimentaire, etc. »[84] ; ayant moins d'accès à l'eau potable et ne pouvant pas facilement se protéger de la chaleur, notamment car exclus des lieux frais (exemples : hall de supermarché, cinémas climatisés…).

### Recommandations
Elles sont de se soucier des personnes vulnérables proches (en particulier, ne jamais laisser un enfant seul dans une voiture ou une caravane, même pour une courte durée), de se protéger du soleil de périodiquement se rafraîchir en se mouillant la peau (brumisation, bains, douches, gilet réfrigérant…) et se ventiler (éventail, ventilateur, voire profiter de lieux frais (églises…) ou climatisés), et de boire suffisamment (avant d'avoir la sensation de soif intense), selon l'activité physique et selon la chaleur. Se couper les cheveux en cas d'une abondante chevelure ou se dégager la nuque avec une queue-de-cheval ont aussi un effet bénéfique, car le cerveau étant un organe vital, l'organisme cherchera à réguler sa température pour éviter l'hyperthermie. Le port d'une casquette ou d'un chapeau permettent d'éviter les coups de soleil sur la tête. « Depuis la canicule mortelle de 2003, les maires doivent tenir un registre des personnes vulnérables dans leur commune, notamment les personnes de plus 65 ans et les personnes handicapées, pour pouvoir les appeler et prendre de leurs nouvelles en cas de fortes chaleurs. L’inscription sur ce registre est volontaire et [mi-2024] peu de personnes à risque sont effectivement inscrites (entre 3 et 5% selon les communes) ».

### Protection de l'habitation, des moyens de travail et des infrastructures
Dans la journée, il est recommandé de garder les fenêtres fermées pour éviter que la chaleur ne rentre, et de baisser les stores ou fermer les volets, de préférence à l'extérieur des fenêtres pour éviter que les rayons du soleil chauffent les vitres et l'habitation. La nuit, quand les températures sont en dessous du lieu d'habitation, il est recommandé d'ouvrir les fenêtres pour faire circuler l'air et baisser la température. Il est également conseillé d'avoir une bonne isolation thermique du bâtiment : plafonds, murs, baies vitrées.

### Recherche
Selon une étude de 2007 réalisée par le CEA et le CNRS, un déficit de pluie en Europe du Sud (Italie, sud de la France, Espagne et Portugal) en hiver serait annonciateur de canicule à 70 % sur l'Europe centrale et du nord.

## Principales canicules par pays

### Europe
En Suisse, selon l'Office fédéral de la santé publique, les canicules de 2003, 2015 et 2018 ont causé respectivement 1 000, 800 et 200 décès supplémentaires.

## Dans la culture

### Dans la fiction
- La Nuit de la grande chaleur
- Soleil vert
  - adaptation cinématographique
- Summer of Sam
- The Wolf Hour